# Frank Winfield Woolworth
Frank W. Woolworth (Franklin Winfield Woolworth, Rodman, Nova Iorque, 13 de Abril de 1852 – Glen Cove, Nova Iorque, 8 de Abril de 1919) foi o fundador da F.W. Woolworth Company (agora com o nome de Foot Locker), uma cadeia de lojas norte-americana pioneira a operar descontos nos artigos e a manter preços fixos de 5 e 10 cêntimos. Foi o primeiro empresário a adoptar a prática (agora habitual) de comprar as mercadorias diretamente aos fabricantes e a fixar os preços dos produtos, em vez de variá-los num espaço de tempo.
Quando Woolworth morreu, em 1919, existiam 1081 lojas espalhadas no território dos Estados Unidos.

## Biografia
Frank Winfield Woolworth nasceu em 1852, na fazenda da família dedicada à produção de batata, em Rodman, estado de Nova Iorque, filho de John Hubbell Woolworth e Fanny McBrier. Ainda jovem, conseguiu o seu primeiro emprego no departamento de contabilidade de uma loja.
Em 11 de junho de 1876 casou com Jennie Creighton (1853 - 1924), de quem teve três filhas: Helena Maud Woolworth McCann, Edna A. Hutton Woolworth e Jessie May Woolworth Donahue. A filha do meio Edna, mãe da célebre socialite Barbara Hutton, viria a ter uma vida trágica, suicidando-se em Maio de 1918 com 35 anos.
Filho de um agricultor, Woolworth aspirava a ser um comerciante. Em 1873, começou a trabalhar numa loja de roupa em Watertown, Nova Iorque. Trabalhou de graça nos primeiros três meses, porque o proprietário alegava - "porque motivo eu devo pagar para ensinar-lhe o negócio?". Ali permaneceu por seis anos e durante esse período observava um fato curioso: os produtos não reclamados eram colocados numa mesa e revendidos por um preço fixo de 5 cêntimos. Woolworth gostou da ideia e pediu 300 dólares emprestados para abrir uma loja onde todos os artigos tivessem o preço fixo de 5 cêntimos.

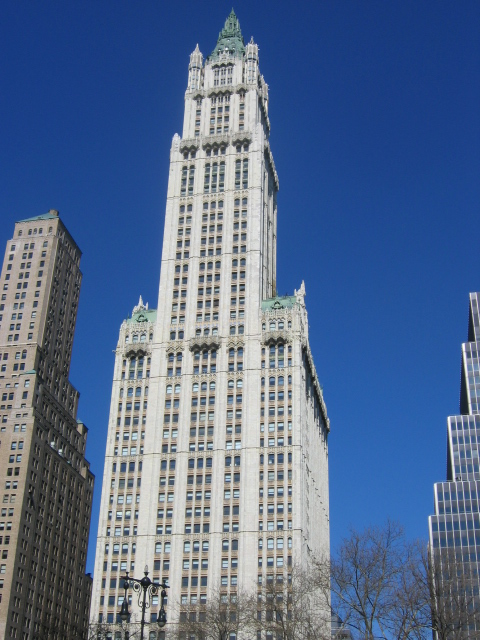
Edifício Woolworth em Manhattan (Abril de 2005)

A primeira loja Woolworth de 5 cêntimos abriu em 22 de Fevereiro de 1879, com sede em Utica, Nova Iorque e faliu poucas semanas depois. Na sua segunda loja, inaugurada em Abril de 1879, com sede em Lancaster, Pensilvânia, expandiu o conceito para incluir mercadorias com o preço de venda a 10 cêntimos. A segunda loja foi bem sucedida e Woolworth e seu irmão, Charles Sumner Woolworth, abriram depois um grande número de lojas de 5 e 10 cêntimos.
Em 1911, a empresa FW Woolworth Company foi constituída, unindo 586 lojas Woolworth fundadas pelos dois irmãos e outros parceiros. Frank Woolworth era já multimilionário.
Em 1913, Frank Woolworth mandou construir o edifício Woolworth Building em Manhattan, com um custo de 13,5 milhões de dólares pagos totalmente em dinheiro do seu próprio bolso. Na época, era o edifício mais alto do mundo, medindo 241,4 metros.
A riqueza de Woolworth também financiou a construção de sua mansão, Winfield Hall em Glen Cove, Long Island em 1916. A área da propriedade era tal que necessitava de 70 jardineiros a tempo inteiro e os 56 quartos da mansão necessitavam de dezenas de funcionários apenas para a manutenção básica. A decoração da casa reflectia a fascinação que Woolworth tinha pela egiptologia, por Napoleão e pelo espiritualismo, tendo colocado um enorme órgão de tubos (que Woolworth aprendeu a tocar mais tarde) sob um teto estilo planetário). Esta mansão foi construída e decorada sem olhar a custos e só o mármore rosa para a escadaria principal custou 2 milhões de dólares. Em 1978, a mansão abandonada e deteriorada em grande parte foi adquirida pelo marido da conceituada escritora e fotógrafa Monica Randall, que escreveu um livro de memórias das suas experiências na propriedade, intitulado Living in the Shadow of the Woolworths (Vivendo na Sombra dos Woolworth). Outros proprietários notáveis de Winfield Hall foram a família Reynolds, donos da empresa de tabaco Reynold. (fotos de Winfield Hall)
Casado, com três filhas e vários netos, a sua neta Barbara Hutton seria famosa mais tarde pelo seu estilo de vida, desperdiçando mais de 50 milhões de dólares da fortuna que herdou. Hutton adquiriu em Londres uma enorme mansão e deu-lhe o nome de Winfield House, em homenagem ao seu avô.

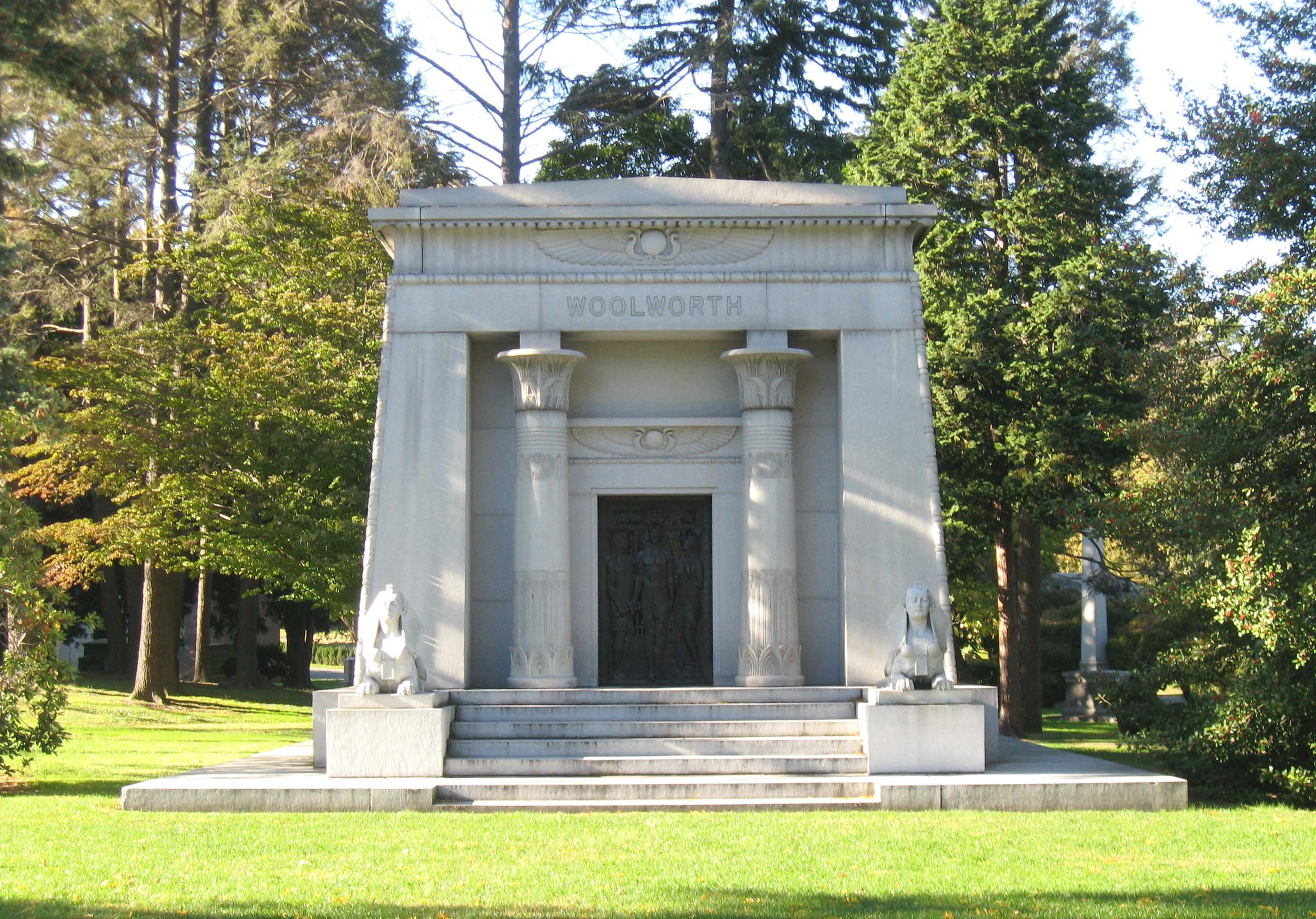
Mausoléu da família Woolworth, no cemitério de Woodlawn, Bronx, Nova Iorque.

Woolworth morreu em 8 de abril de 1919 em Winfield Hall, cinco dias antes do seu 67.º aniversário.
 Nessa altura, a corporação detinha mais de 1000 lojas nos Estados Unidos e em outros países e valia 65 milhões de dólares. Morreu subitamente, devido a uma infecção dentária e a sua mulher Jennie tinha piorado de saúde mental nos últimos anos, encontrando-se practicamente demente nesta altura. Devido a esse fato, Woolworth tinha redigido um novo testamento que iria dispersar a sua fortuna pela família, amigos, empregados e instituições de beneficência, mas não foi a tempo de ser executado. Assim, acabou por prevalecer o anterior, que designava a sua mulher como herdeira universal de todos os seus bens, tendo sido necessário constituir uma comissão, formada por Hubert Parson, presidente da empresa e pelas suas duas filhas, Helena e Jessie. Em 1924, após a morte de Jennie Woolworth, a fortuna avaliada em $60 milhões de dólares é dividida em três partes iguais, sendo herdeiras as duas filhas Helena e Jessie e a neta Barbara.
Bustos de bronze homenageando Woolworth e sete outros magnatas da indústria podem ser encontrados no Merchandise Mart, no centro de Chicago, Illinois.